# Italian Carnaval 7
Italian Carnaval 7 è un album dei Tukano, pubblicato nel 1990 da Duck Record in formato LP, musicassetta e CD e distribuito da EMI Italiana.

## L'album
Italian Carnaval 7 è l'ultimo volume della serie Italian Carnaval.
L'album non ha un vero e proprio filo conduttore come per i precedenti volumi; ripropone due medley a tratti melodici, dunque meno marcatamente dance, di varie canzoni che attingono dal repertorio del folk italiano, passando per le canzoni rese celebri da grandi cantanti italiane come ad esempio Orietta Berti, Iva Zanicchi e Milva, fino ad arrivare a brani da operetta.
L'album è attualmente in vendita in formato mp3.

## Tracce
Lato A
1. Carnaval sette – 23:48 (Riccardo Zara)

Durata totale: 23:48
Lato B
1. Carnaval's ouverture – 24:41 (Riccardo Zara)

Durata totale: 24:41

## Crediti
- Voce solista: Marina Barone
- Voci corali: Marina Barone e Riccardo Zara
- Produzione: Bruno Barbone
- Arrangiamenti: Riccardo Zara